# Association suisse des banquiers
Pour les articles homonymes, voir ASB.
L’Association suisse des banquiers (ASB, en allemand Schweizerische Bankiervereinigung) est l’organisation centrale des banques et autres institutions financières  suisses.

## Historique
Patrick Odier, associé de la banque Lombard Odier  en est le président élu de septembre 2009 à septembre 2016. Marcel Rohner, Vice-Chairman of the Board of Directors, Union Bancaire Privée, UBP SA, Genève, est le président élu de septembre 2021. Patrick Odier est connu pour avoir proposé la stratégie Rubik, qui propose une méthode de fiscalisation des avoirs en banque sans remettre en question le secret bancaire. Après l'échec de cette proposition, l'ASB doit entériner le principe d'Échange automatique d’Informations, ainsi que le préconisent par ailleurs Pierin Vincenz de la Raiffeisen et Sergio Ermotti de l'UBS.

## Membres connus
- Thomas Fuchs (homme politique)[2]
- Jean Berthoud[3]
- Blaise Goetschin[4]